# Ribera de Urgellet
Ribera de Urgellet (oficialmente y en catalán Ribera d'Urgellet) es un municipio español de la provincia de Lérida, en la comunidad autónoma de Cataluña. El término municipal, situado en la comarca del Alto Urgel, cuenta con una población de 965 habitantes (INE 2024).

## Núcleos
- Adrall
- Arfa[1]
- Castellar de Tost
- la Coma de Nabiers
- la Freita
- Gramós
- els Hostalets de Tost
- Montan de Tost
- Nabiers
- Parroquia de Ortó[1]
- Pla de San Tirs[1]
- Sant Pere Codinet
- Sauvanyà
- Torà de Tost
- Tost

## Historia
El municipio de Ribera de Urgellet se creó en 1968 al fusionarse los antiguos términos de Pla de San Tirs, Tost, Arfá y Parroquia de Ortó.

## Demografía
Cuenta con una población de 965 habitantes (INE 2024).
| Gráfica de evolución demográfica de Ribera d'Urgellet entre 1970 y 2021 |
| |
| Población de derecho según los censos de población del INE Población de hecho según los censos de población del INEEn estos censos se denominaba Ribera de Urgellet: 1970 y 1981 Entre el censo de 1970 y el anterior, aparece este municipio porque se fusionan los municipios 25511 (Arfá), 25564 (Pla de San Tirs), 25562 (Parroquia de Ortó) y 25586 (Tost) |

## Cultura
En Tost se encuentra la iglesia parroquial dedicada a san Martín y san Ponce. Es un edificio de origen románico que ha sido modificado en diversas ocasiones. Del recinto original se conserva una portalada con dovelas así como uno de los muros. La iglesia fue consagrada en 1040. En el Museo Nacional de Arte de Cataluña se conserva parte del altar; otra parte, así como diversos documentos relacionados con esta iglesia, se encuentran en el Museo Episcopal de Vich.
En Pla de San Tirs se encuentra la ermita de San Germán de origen prerrománico. Tiene una sola nave de planta trapezoidal con cubierta de bóveda sostenida por tres arcos torales. En su interior se encontraban tres imágenes del santo; la más antigua es románica, otra corresponde al siglo XVII y la última es de finales del siglo XVIII. También de origen románico son la ermita de San Ginés, la iglesia de San Román en Arfá y la parroquia de San Agustín en Nabiners.
En Codinet se encontraba el monasterio de San Clemente de Codinet del que no se conoce la fecha fundacional. Servía como refugio de los viajeros que andaban por el camino de Urgel. Los primeros documentos relativos a este cenobio datan de 803 y se sabe que en 829 seguía la Orden de San Benito. En 1001 quedó unido al monasterio de San Andrés de Trespons. No quedan restos del edificio que quedó destruido por una riada.

## Economía
La principal actividad económica es la ganadería y la mayoría de los terrenos agrícolas están destinados a pastos. El aeródromo de Pirineos-Andorra se encuentra parcialmente en su término municipal.